# 퀴어베이팅
퀴어베이팅(queerbaiting)은 픽션 및 엔터테인먼트에 쓰이는 마케팅 기법으로, 창작자가 동성애 로맨스나 기타 LGBT 표현을 넌지시 내비치지만 실제로 묘사하지는 않는 것을 말한다. 창작자는 이렇게 함으로써 퀴어나 이성애자 앨라이 청중에게 어필할 수 있는 관계나 등장인물을 제시하여 그들을 끌어들이는("bait"; 미끼) 한편, 그와 동시에 다른 소비자를 소외시키지 않고자 한다.
퀴어베이팅은 영화와 텔레비전 시리즈와 같은 대중적인 픽션에서 관찰되었지만, 자신의 작품과 발언을 통해 모호한 성적 정체성을 전달하는 유명인사에게도 관찰되었다. 이 용어는 2010년대 초반부터 인터넷 팬덤의 토론을 통해 생겨나 대중화되었다. 이 개념은 광고와 책을 통한 성소수자들에 대한 미묘한 마케팅에서부터 1970년대로 거슬러 올라가는 미디어 표현에서의 성소수자 담론의 더 큰 역사에서 비롯된다.
팬들은 퀴어베이팅에 엮임으로써 미디어에서 더 나은 형태의 표현을 요구하는 일종의 행동주의에 참여한다.

## 평가

### 퀴어 청중의 우려
퀴어 팬들은 그들을 단순한 마케팅 전략, 창작자를 위한 장난감, "에지니스"(작품에서 누군가를 불편하게 만들 수 있는 방식으로 흥미진진하게 하는 성질)의 표시, 유용한 상품 용도로 정의하는 정체성에 대하여 우려와 분노로 반응하였다.
예를 들어, 팬들은 퀴어 캐릭터가 그들 자신의 이익을 위한 캐릭터라기 보다는 단순한 플롯 장치로 쓰이는 것을 조롱하였다. 한 예로, 많은 퀴어 등장인물이 고정으로 출연하는 시리즈 '글리'는 "극적인 효과를 위한 퀴어함의 피상적 고정관념"을 제시하여 팬들로부터 비판을 받았다.
퀴어 팬들은 퀴어베이팅을 "우리가 평소에 아무것도 갖지 못할 때 뼈를 던져주는(불만을 막기 위해 중요하지 않거나 가치가 없는 것을 제공하는 것) 방법이자, 권력이 우리를 무시하고자 할 때 우리가 청중 속에 있다는 것을 인정하는 방법"으로 여긴다. 에밋 스카우트는 "퀴어베이팅이 청중에게 효과가 있는 이유는 퀴어가 이 이야기에서 중요한 위치를 차지하며, 심지어 그들이 결정적인 인물, 영웅일 수도 있다는 암시를 주기 때문이다. 하지만 이 제안은 현실이 아니다." 로즈 브릿지스는 퀴어 팬에 대한 이 관행의 효과를 "우리의 관심을 지속시키기엔 충분하지만, 우리를 만족시키고 진정으로 대표하게 만들기에는 충분하지 않다."라고 요약하였다.

### 비평
퀴어베이팅 담론에 참여하는 비평가들은 퀴어베이팅과 (청중들이 혼란을 겪는) 서브텍스트와의 유사성을 지적한다. 서브텍스트는 1930년대 화면에 노출할 수 있는 것을 제한하는 헤이스 코드로 인하여 미디어, 특히 영화에서 인기를 얻었다. 그 이후로 서브텍스트의 사용은 다양한 이야기를 들려주기 위한 문학적 책략이 되어왔다. 그러나 퀴어베이팅 담론에 참여하는 사람들은 LGBT 표현이 더 이상 미디어의 그늘에 있을 필요가 없다고 주장한다. 퀴어 팬들은 이 전략이 예술적 가치를 더하는 대신 성소수자의 배제를 영속시키는 것이라고 본다.

### 사회적 변화
미디어 학자들에 따르면, 퀴어베이팅의 증가는 현대 사회에서 퀴어 관계에 대한 보다 긍정적인 인식으로의 전환을 반영하며, 따라서 어떤 의미에서는 사회적 진보를 반영한다. 그러나 이 같은 사회적 변화로 인하여 퀴어 표현의 질과 진정성에 대한 퀴어 팬들의 기대도 높아졌다. 퀴어 팬들은 어떤 표현이든 요구하는 것이 아니라 관계에 대한 "정중하고 의미 있는 묘사"를 요구한다. 미디어 연구원 이브 응에 따르면, 바로 그렇기에 데이비드 보위, 엘튼 존, 마돈나와 같은 20세기 엔터테이너가 내비친 모호한 섹슈얼리티가 현재의 후임자들의 그것만큼 면밀하게 검토되지 않는 것이다.
스타벅스, 벤 & 제리스, 타이레놀과 같은 다양한 사업체와 기업은 퀴어와 퀴어 가족을 광고에 선보이며 퀴어 공동체를 둘러싼 인식을 정상화하고 제고하는 데 도움을 주고 있다. 퀴어에 대한 인식이 높아지는 것은 퀴어베이팅의 긍정적인 부작용이지만, 광고 내 퀴어 공동체에 대하여 단일한 백인 중산층 개인/커플이 전형적인 묘사로 등장하는 점은 문제로 지적된다.
퀴어베이팅은 퀴어 공동체의 구매력을 파악하게 해주었고, 기업들은 최종적으로는 핑크 달러를 유인하고자 퀴어 공동체를 홍보하고 지원하며 이들을 묘사한다는 경제적 결정을 내린다. 핑크 머니와 같은 퀴어 공동체와 관련된 용어는 경제와 사회 분야 안에서 성소수자의 중요성을 보여주었다.

## 더 읽어보기
- Nordin, Emma (2015). 《From Queer Reading to Queerbaiting : The battle over the polysemic text and the power of hermeneutics》 (thesis).
- Spencer, Chloe (2017년 3월 1일). “Is It Really Queerbaiting? A Brief History of LGBTQIA Censorship in Mainstream Cartoons”. 《Art Decko Magazine》.
- Ng, Eve (2017). “Between text, paratext, and context: Queerbaiting and the contemporary media landscape.”. 《Transformative Works and Cultures》 24. doi:10.3983/twc.2017.0917.
- Brennan, Joseph (March 2018). “Queerbaiting: The 'playful' possibilities of homoeroticism”. 《International Journal of Cultural Studies》 (영어) 21 (2): 189–206. doi:10.1177/1367877916631050. ISSN 1367-8779. S2CID 146538875.
- Brennan, Joseph (2018년 6월 1일). “Slashbaiting, an alternative to queerbaiting”. 《The Journal of Fandom Studies》 (영어) 6 (2): 187–204. doi:10.1386/jfs.6.2.187_1. ISSN 2046-6692. S2CID 188834385.
- Bridges, Elizabeth (2018년 6월 1일). “A genealogy of queerbaiting: Legal codes, production codes, 'bury your gays' and ' The 100 mess'”. 《The Journal of Fandom Studies》 (영어) 6 (2): 115–132. doi:10.1386/jfs.6.2.115_1. ISSN 2046-6692. S2CID 159000499.
- McDermott, Michael (2018년 6월 1일). “The contest of queerbaiting: Negotiating authenticity in fan–creator interactions”. 《The Journal of Fandom Studies》 (영어) 6 (2): 133–144. doi:10.1386/jfs.6.2.133_1. ISSN 2046-6692. S2CID 158207740.
- Casey, Jeff (2018년 8월 18일). “Afterthoughts on "Queer Cannibals and Deviant Detectives," Inspired by Hannibal Season 3”. 《Quarterly Review of Film and Video》 35 (6): 583–600. doi:10.1080/10509208.2018.1499346. ISSN 1050-9208. S2CID 192354667.
- Brennan, Joseph, 편집. (2019). 《Queerbaiting and fandom : teasing fans through homoerotic possibilities》. Iowa City: University of Iowa Press. ISBN 9781609386726.
- Riley, Olivia (2020년 9월 22일). “Queerbaiting and Fandom: Teasing Fans through Homoerotic Possibilities ed. by Joseph Brennan (review)”. 《The Velvet Light Trap》 86: 60–62  – Project Muse 경유.